# Walter Howard

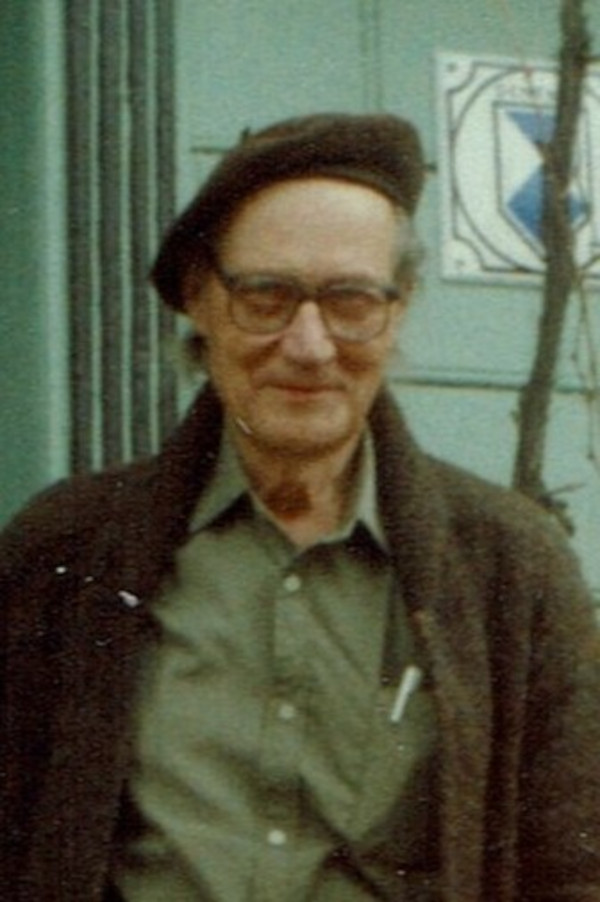
Walter Howard, Dedeleben 1991

Walter Stats Howard (* 4. November 1910 in Jena; † 9. Mai 2005 in Moritzburg-Friedewald) war ein deutscher Bildhauer. Er war in der DDR an nahezu allen wichtigen Ausstellungen beteiligt, u. a. von 1953 bis 1988 an sechs Deutschen Kunstausstellungen bzw. Kunstausstellungen der DDR in Dresden.

## Familie
Howard ist das Zweite von vier Kindern des Opernsängers Hermann Otto Walter Howard (* 8. Mai 1880 in Leipzig; † 16. März 1963 in Wenum) und der Musiklehrerin Henriette Thekla geb. Kind (* 9. August 1878 in Borna). Er ist der Enkel des Agrarökonoms Wilhelm Hermann Howard (* 6. Februar 1848 in Leipzig; † 4. Januar 1919 in Leipzig) und dessen Frau Bertha geb. Kießhaber.
Howard heiratete am 23. März 1936 in Oldenburg seine erste Frau Herta Frieda geb. Höse (* 4. Februar 1906 in Falkenberg; † 16. September 1975 in Berlin). Mit ihr verband ihn bereits der gemeinsame Sohn Dieter (* 1932). Es folgte die Geburt von Tochter Thekla (* 1940). Die Ehe wurde am 19. März 1955 geschieden.
Am 6. April 1955 heiratete Howard seine zweite Frau Elfriede geb. Fischer in Berlin. Aus der Ehe gingen die Söhne William (* 1954), Mario (* 1961) und Thomas (* 1963) hervor.

## Leben

### Kindheit und Schule (1910–1924)
Howards Kindheit war von dem stets unter Geldnot leidenden Vater sowie vom frühen Tod der Mutter geprägt.
Howard lebte mit seiner Stammfamilie zunächst in Jena. 1912 zog die Familie nach Burg Vilzelt am Rhein. Der Vater betrieb hier eine private Musikschule. Nach der Scheidung der Eltern im Jahr 1918 wohnte Howard mit seiner Mutter, seinen Geschwistern sowie der Haushälterin Else Sachße (Schwester von Fritz Sachße) in Bad Berka. Die Mutter arbeitete als Klavierlehrerin in der dortigen Internatsschule.
In Bad Berka verlor Howard infolge eines Unfalls mit einem  Fuhrwerk im Alter von sieben Jahren sein linkes Bein. Im Anschluss zog die Mutter mit den Kindern und der Haushälterin nach Kranzegg ins Allgäu, wo bereits der Vater mit seiner neuen Frau Martha geb. Burjam lebte. Die Mutter verunglückte dort kurz darauf bei einer Bergtour tödlich.
Der Vater trennte die Geschwister und brachte sie zunächst bei unterschiedlichen Verwandten unter. Anschließend folgte für Howard eine Tour durch wechselnde Heime und Internate. Howard war als Kind durch seine körperliche Behinderung sowie durch Stottern stigmatisiert. Im Alter von zehn Jahren wurde er schließlich in einem katholischen Heim in Berlin untergebracht. Hier legte er mit vierzehn Jahren seinen Schulabschluss ab.

### Lehrjahre, Anstellungen und Arbeitslosigkeit (1924–1933)
Im Alter von 14 Jahren begann Howard eine Ausbildung in Meschede als Schriftsetzer, die er im Jahr 1929 mit „gut“ abschloss. Anschließend belegte er in Köln einen Maschinensetzerkurs und erhielt eine Anstellung in Köln-Porz. Nach einem Jahr kündigte Howard die Stellung, um seinen Vater bei der Herausgabe eines Musikjournals zu unterstützten. Dafür zog er nach Oranienburg. Doch das Projekt scheiterte. Howard wurde zu Zeiten der Weltwirtschaftskrise arbeitslos. Er nutzte die freien Tage für ein politisches Selbststudium und gelangte so zu der kommunistischen Überzeugung, die ihn sein Leben lang begleitete. Im Jahr 1931 fand Howard erneut eine Anstellung als Setzer, dieses Mal in Oldenburg. Erneut wurde er binnen kurzer Zeit arbeitslos. Mit 21 Jahre trat er der Oldenburger Ortsgruppe der KPD bei und wurde aktives Mitglied.

### Der Kommunist in der NS-Zeit (1933–1945)
Aufgrund der allgemeinen wirtschaftlichen Lage arbeitete Howard in Oldenburg überwiegend als Setzer in Teilzeit. Wegen eines Koffers voller kommunistischer Literatur wurde er am 1. August 1933 in Celle verhaftet und u. a. im Zuchthaus Brandenburg inhaftiert. Hier lernte er Hermann Duncker kennen. Nach der Haftentlassung hielten die Männer Kontakt. Howard selbst saß insgesamt 22 Monate in verschiedenen Haftanstalten ein. 1935 wurde er entlassen, kehrte nach Oldenburg zurück und nahm seine kommunistischen Kontakte wieder auf. Circa 1937 wandte sich Howard in Oldenburg der plastischen Kunst zu. So nahm er Zeichen- und Modellierunterricht bei Wilhelm Kempin und gehörte viele Jahre dem sogenannten Kempin-Kreis an. Ab 1940 arbeitete Howard regelmäßig als Maschinensetzer im Stalling-Verlag. Ungefähr ab 1943 war er dort hauptamtlicher Funktionär im Betriebsrat. So fuhr Howard am Tag „doppelte Schichten“ als Arbeiter und als Künstler. Nach und nach fertigte er Auftragsarbeiten an und zeigte 1944 im Oldenburger Kunstverein seine ersten Stücke.

### Oldenburger Politiker in der Nachkriegszeit (1945–1946)

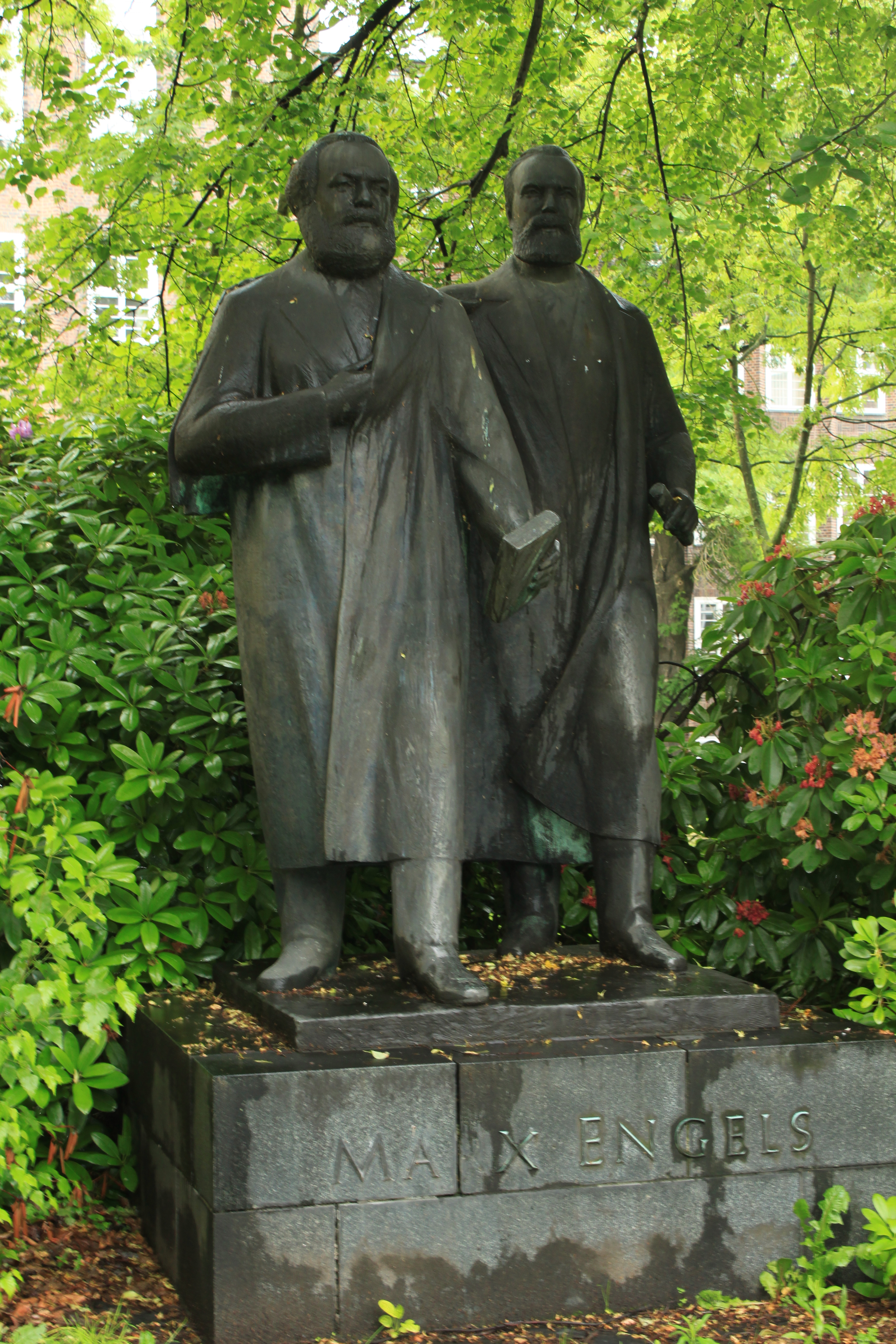
Erstes deutsches Marx-Engels-Denkmal 1957 in Chemnitz (damals Karl-Marx-Stadt)

Nach dem Krieg wurde Howard aufgrund seines Parteibuchs von der Militärregierung in den Stadtrat von Oldenburg berufen. Hintergrund war die Absicht der Besatzer eine Selbstverwaltung der Stadt zu organisieren. Die ausgewählten Vertreter der Bürgerschaft sollten jedoch keine nationalsozialistische Vergangenheit aufweisen. Howard gehörte dem Oldenburger Kulturausschuss an. In dieser Funktion war er Mitbegründer der Volkshochschule Oldenburg.

### Studium, Meisterschüler und freischaffender Künstler (1946–1955)
1946–1951 studierte Howard Bildhauerei an der damals neu gegründeten Hochschule für Bildende und Angewandte Kunst in Berlin-Weißensee unter anderem bei Heinrich Drake, Fritz Koelle und Bernhard Heiliger. Zudem war er aktives Mitglied des Studentenrats. 1948 wurde Howard zu dessen Vorsitzenden ernannt. Sein Diplom legte er mit der Note „sehr gut“ ab.
Von 1951 bis 1953 wurde Howard Meisterschüler an der Deutschen Akademie der Künste in Berlin bei Gustav Seitz und Fritz Cremer. Er unterhielt ein eigenes Atelier in Berlin-Pankow. Im Anschluss an seine Zeit als Meisterschüler arbeitete Howard zwei Jahre als freischaffender Künstler. In dieser Zeit lebte er überwiegend von der Auftragsarbeit an dem Denkmal für Marx und Engels. Zudem war er im Verband der Bildenden Künstler in verschiedenen Ämtern tätig, u. a. im Vorstand der Bildhauer.

### Assistent und Dozent an der Kunsthochschule Berlin-Weißensee (1955–1961)
Von 1955 bis 1961 war Howard zunächst als Assistent und später als Dozent an der Hochschule für Bildende und Angewandte Kunst in Berlin-Weißensee tätig. In dieser Zeit entwickelte er mit Theo Balden eine langjährige Freundschaft. 1959, kurz vor dem Tod von Hermann Duncker, begann Howard mit der Arbeit an einer Hermann-Duncker Plastik. Hermann Duncker stand ihm persönlich dafür Modell. Die kleine Statuette diente Howard Jahre später als Modell für das in Auftrag gegebene Denkmal.

### Professur an der Technischen Universität Dresden (1961–1970)
Am 15. Juni 1961 wurde Howard an die Technische Universität Dresden für die Professur für Bauplastik berufen. Doch eine Erkrankung an Tuberkulose hinderte ihn zunächst, diesem Ruf zu folgen. Erst im Jahr 1963, nach eineinhalb Jahren, konnte Howard die für ihn freigehaltene Stelle antreten. Er zog mit seiner Familie nach Radebeul in die ehemalige Gaststätte Jägerhof. Dort unterhielt er auch sein Atelier. In Dresden pflegte Howard eine Freundschaft zu dem ihm aus früheren Zeiten bereits bekannten Hans Steger.

### Freischaffender Künstler in Radebeul (1970–1995)
Nach seiner Emeritierung im Jahr 1969 wandte sich Howard, zunächst aus gesundheitlichen Gründen, in erster Linie Arbeiten mit kleineren Steinen zu. Doch auch größere Arbeiten wie die „Sterngucker“ oder der „Nonnenkubus“ entstanden. Im Juni 1989 kaufte Howard das Pfarrwitwenhaus in Dedeleben und widmete sich dessen Sanierung. Als nach der Wende der Altbesitzer des Radebeuler Jägerhofs einen Restitutionsantrag stellte, beschloss Howard 1991 endgültig mit seiner Frau und seinem Sohn Thomas nach Dedeleben zu ziehen. Doch nach einigen Jahren erkannte Howard, dass er sich mit der Sanierung des Pfarrwitwenhofs im Alter übernommen hatte.

### Die späten Jahre (1995–2005)
1995 zog Howard mit seiner Frau Elfriede auf den Hof von Sohn Mario nach Dippelsdorf. Hier bewohnte das Paar eine eigene Wohnung, nebenan konnte Howard eine kleine Werkstatt nutzen.
Howard starb in seinem 95. Lebensjahr.

## Ehrungen (Auswahl)
- 1959: Kunstpreis der DDR (für das Marx-Engels-Denkmal in Karl-Marx-Stadt)
- 1988: Vaterländischer Verdienstorden in Gold
- 1975: Kunstpreis der Stadt Radebeul
- 1961 und 1964: Kunstpreis des FDGB

## Darstellung Howards in der bildenden Kunst der DDR
Heinz Drache: Porträt Prof. Howard (Tafelbild, Öl, 1985)

## Werke
- „Lilienthal“, Denkmal in Anklam, 1955
- „Marx-Engels-Denkmal“ in Chemnitz, Enthüllung am 22. Juni 1957[13]
- „Pionier mit Tuch“, Bronzeplastik, 1959[14]
- „Polier“, Plastik, 1960
- „Junger Arbeiter“, Beton-Plastik, 1962, seit 1988 auf dem Gelände des Druckmaschinenwerks Planeta in Radebeul
- „Franz Mehring – Publizist seiner Zeit“, fünf Bronzereliefs im Foyer des Hauses der Presse in Dresden, 1967[15]
- „Die Sterngucker“, 1971, Bronze 140 cm, geschaffen für die Sternwarte in Radebeul, ein Abguss steht seit 1973 auch in Dresden-Prohlis, ein weiterer in Rostock

Die Sterngucker
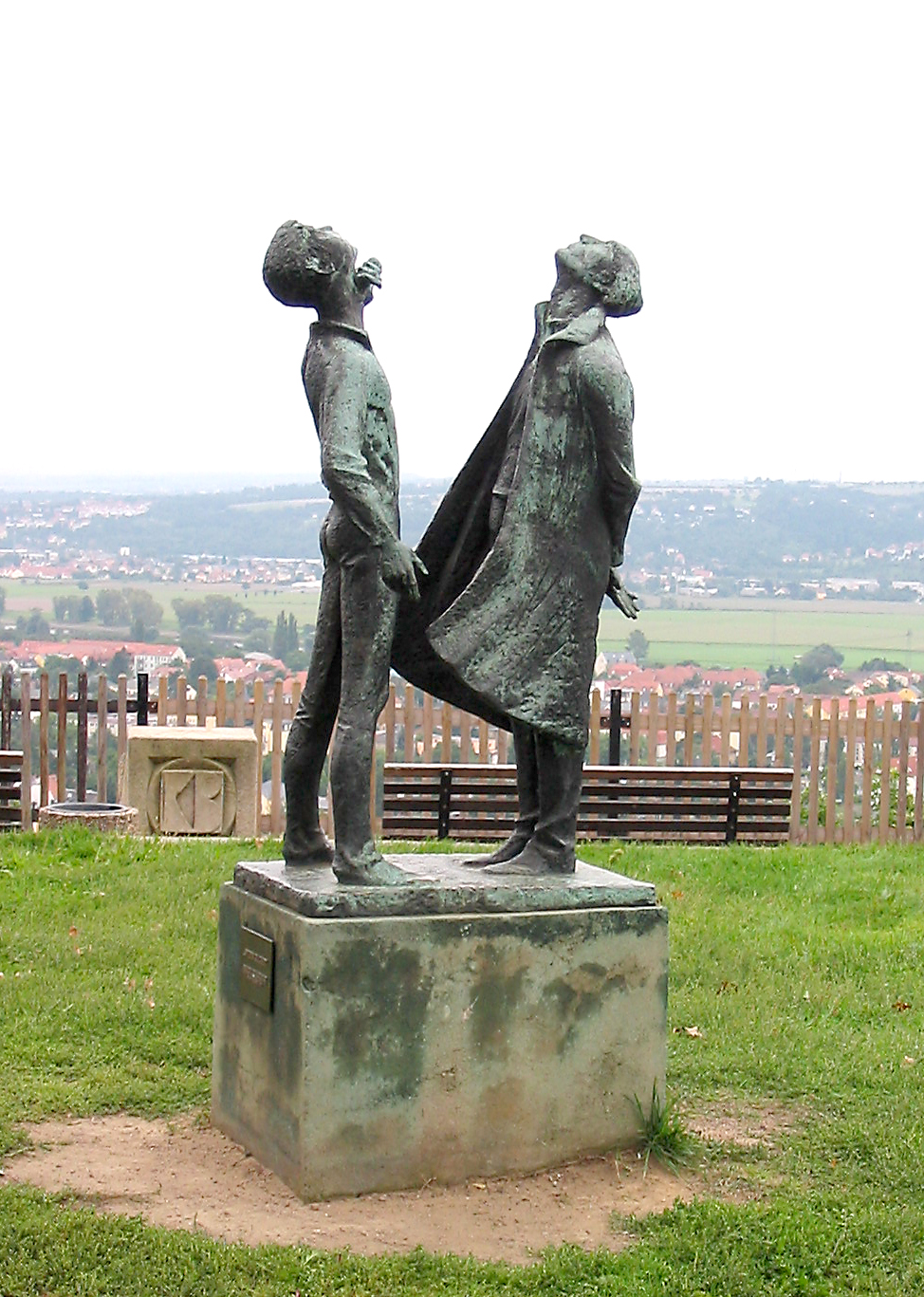
… in Radebeul
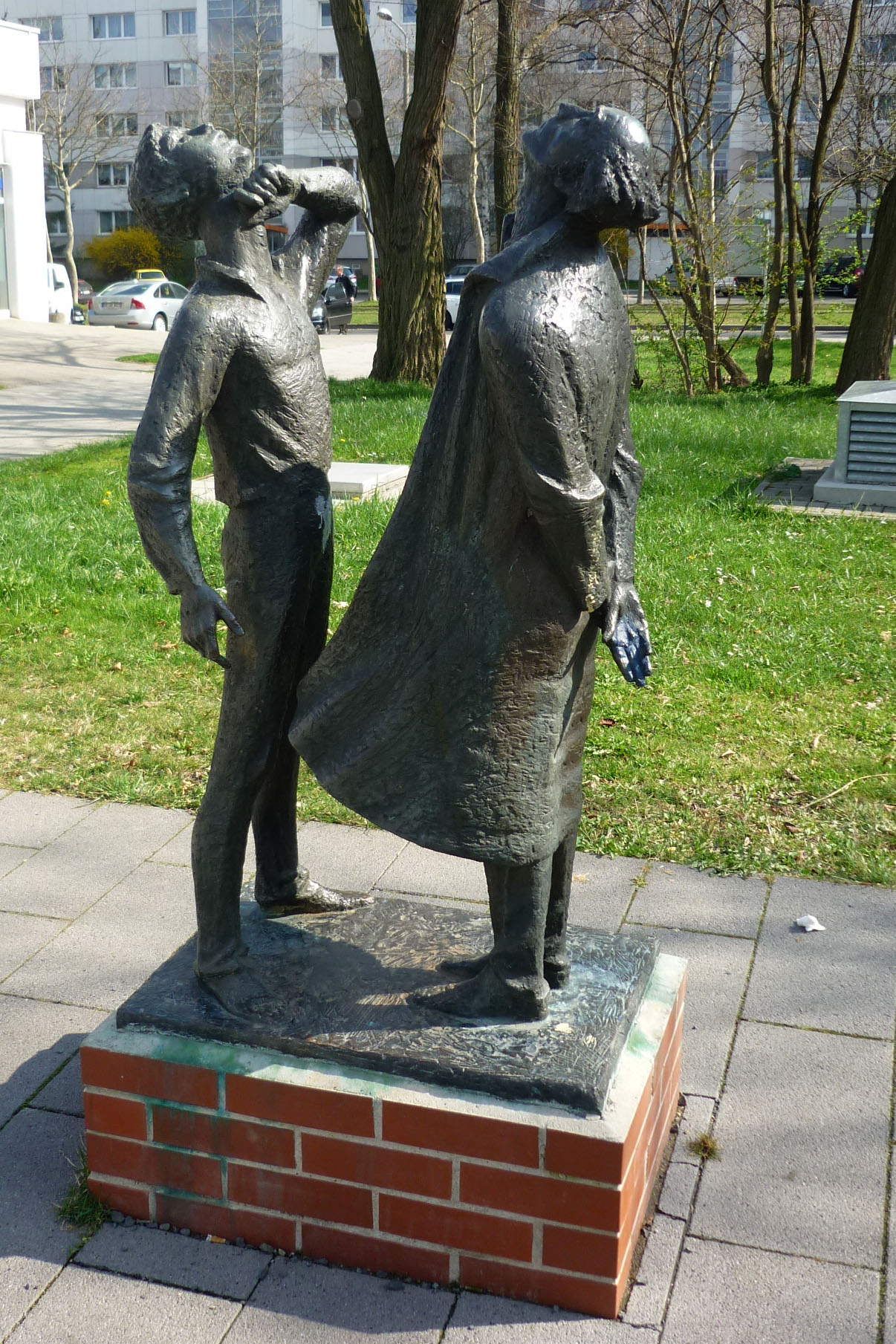
… in Dresden-Prohlis
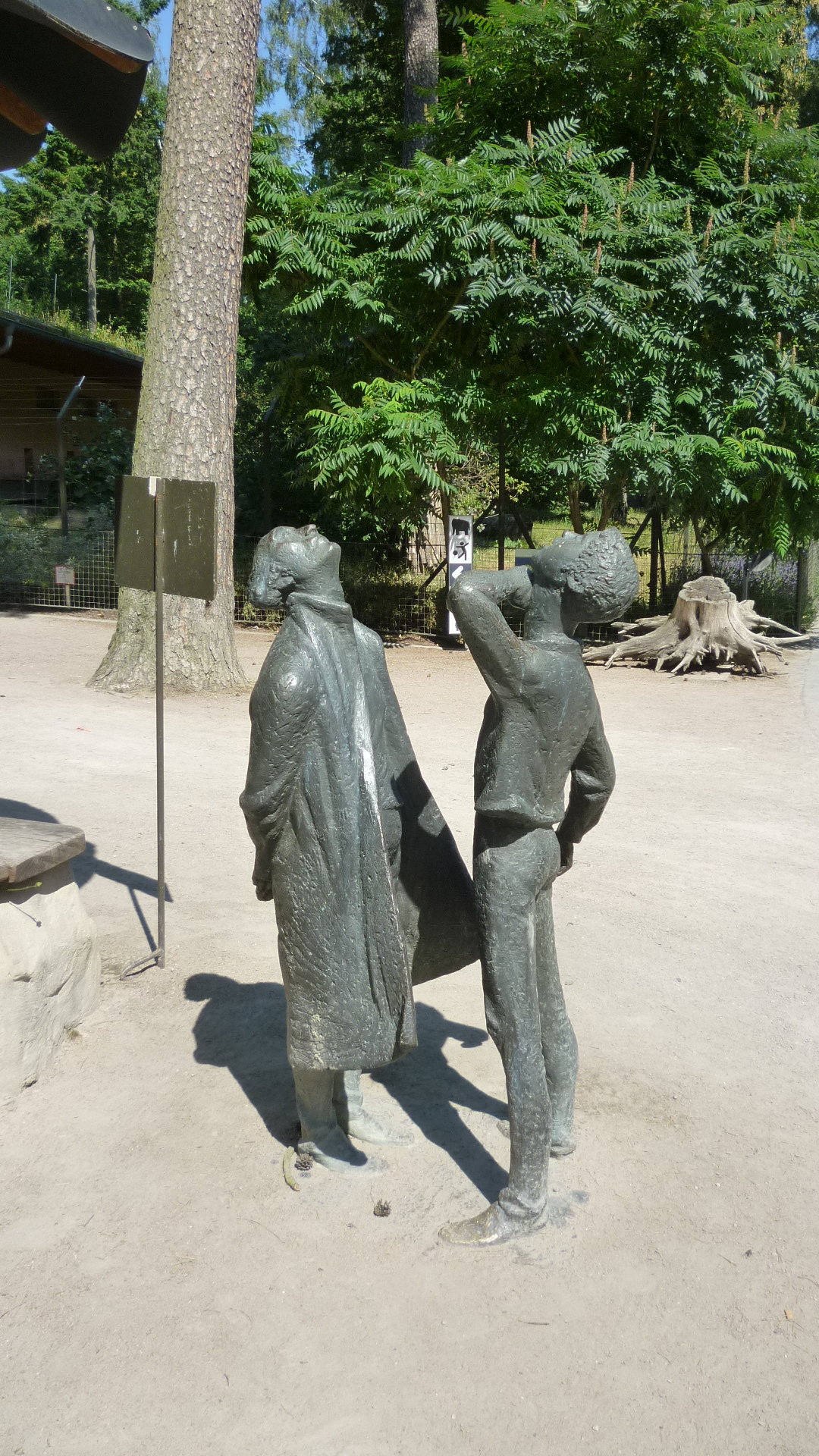
… im Rostocker Zoo

- „Hermann Duncker“, Denkmal in Berlin-Karlshorst, 1976[16]
- „Hermann Duncker“, Denkmal in Rostock, 1977[17]
- „Nonnenkubus“, Rostock, 1978
- „Heinrich Barkhausen“, 1980, Plastikstele nach Fotografien, geschaffen für den „Barkhausen-Bau“ der TU Dresden
- „I. Deutsche Arbeiter-Bergsteiger-Kaukasus-Expedition im Jahre 1932“, 1982, Sandsteinrelief, geschaffen für den Bergsteigerchor „Kurt Schlosser“
- Archiv der Berlin-Brandenburgischen Akademie der Wissenschaften
  - „Hermann Duncker“, 1963, Porträtstatuette, Messing/Metall, 46 cm
  - „Skizze zum Barrikadenkämpfer“, 1975/Replik 1986, Kleinplastik, Terrakotta, 28,5 cm
  - „Faust“, 1977/Replik 1986, Kleinplastik, Terrakotta, 46,5 cm
- „Die Lauschenden“, Idee von Walter Howard, Ausführung Fritz Böhme, Schauspielhaus Chemnitz

## Essayistische Publikation Howards
- Mein Lehrer Heinrich Drake. In: Bildende Kunst, Berlin, Heft 5+6/1954, S. 13–16